# Darna
Darna (arab درنة, angol Derna) kikötőváros Líbia keleti részében. Becsült népessége 100-150 ezer. Valamikor Berberföld egyik leggazdagabb tartományának székhelye volt, ma a jóval kisebb Darna tartomány székhelye. Líbiában egyedi fekvésű város zöld hegyek, a Földközi-tenger és a sivatag közt. Vegyes eredetű népesség otthona.
Itt vívták 1805-ben a darnai csatát, amelyben az Amerikai Egyesült Államok hadereje első külföldi győzelmét aratta. A csatát, amely az első amerikai–berber háború része volt, 500 amerikai haditengerész és szövetségeseik vívták egy négy-ötezer fős berber sereg ellen.
2014 októberében a város egyes részeit az Iszlám Állam militánsai foglalták el. 2015 júniusában az iszlamista Darnai Mudzsahed Sura Tanács milíciái legyőzték az Iszlám Államot és ellenőrzésük alá vonták Darnát.
2023. szeptember 11-én a Görögországban, Törökországban és Bulgáriában is pusztító Daniel vihar több líbiai nagyvároson, köztük Bengázin, Beidán, al-Mardzson és Dernán is átsöpört. A rengeteg esővizet a Derna fölötti víztározó nem bírta el: mindkét gátja átszakadt, és kiáradó, négy méter mags árhullám gyakorlatilag elsöpörte a várost. A katasztrófa mintegy huszonegyezer áldozatot követelt.

## Fordítás
Ez a szócikk részben vagy egészben  a   Derna, Libya című angol Wikipédia-szócikk ezen változatának fordításán alapul.  Az eredeti cikk szerkesztőit annak laptörténete sorolja fel. Ez a jelzés csupán a megfogalmazás eredetét és a szerzői jogokat jelzi, nem szolgál a cikkben szereplő információk forrásmegjelöléseként.